# Noctuelia praestantalis
Noctuelia praestantalis är en fjärilsart som beskrevs av Lucas 1944. Noctuelia praestantalis ingår i släktet Noctuelia och familjen Crambidae. Inga underarter finns listade i Catalogue of Life.